# Flavour and Fragrance Journal
Flavour and Fragrance Journal (abrégé en Flavour Frag. J.) est une revue scientifique à comité de lecture qui publie des articles concernant la chimie dans le domaine de la parfumerie et de l'aromatique alimentaire.
D'après le Journal Citation Reports, le facteur d'impact de ce journal était de 1,97 en 2014. L'actuel directeur de publication est Alain Chaintreau (Firmenich SA, Suisse).